# Patricia Mercado

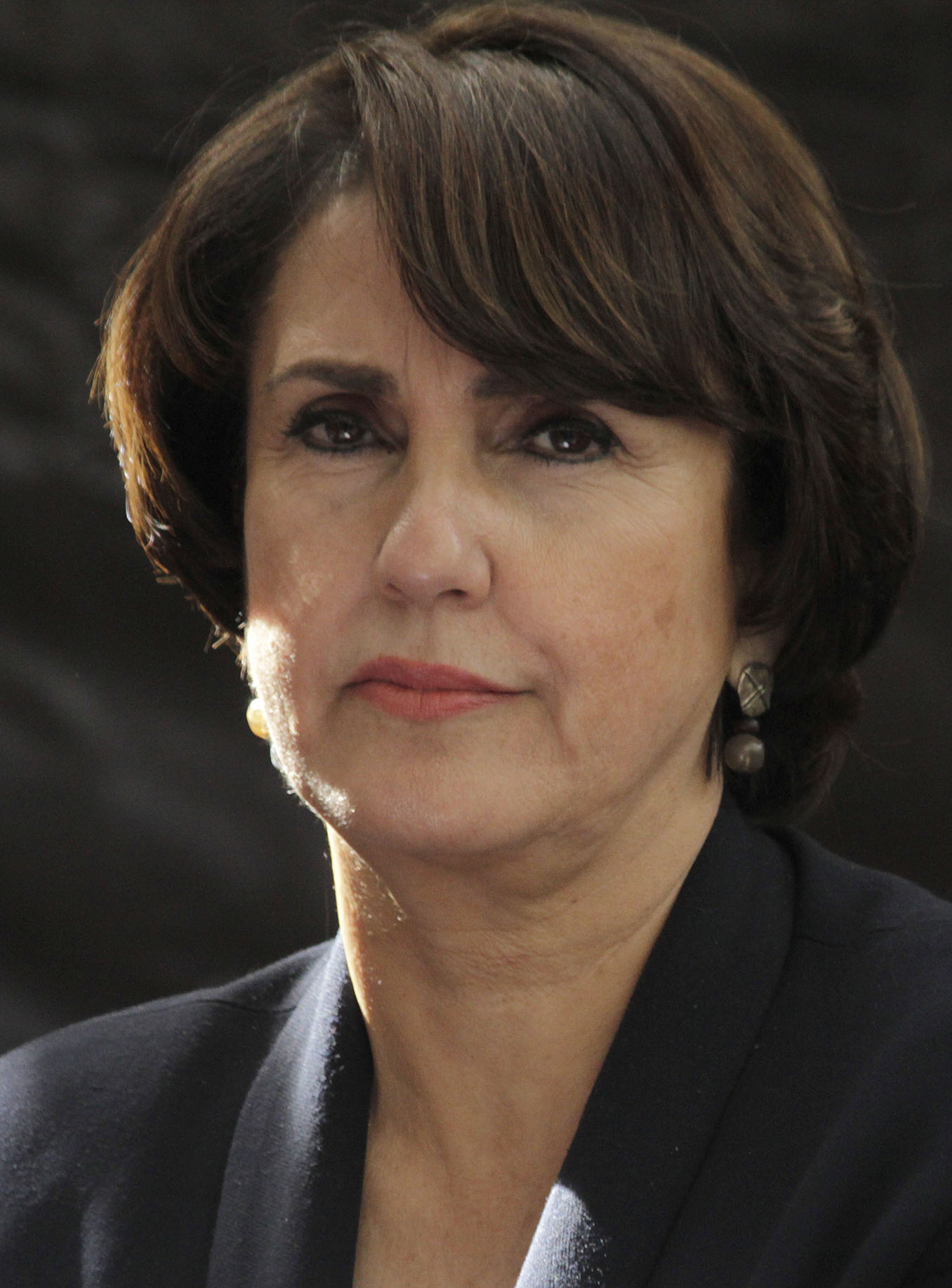
Patricia Mercado (2016)

Dora Patricia Mercado Castro (* 21. Oktober 1957 in Ciudad Obregón, Sonora) ist eine mexikanische Politikerin.

## Werdegang
Mercado studierte Wirtschaftswissenschaft an der Nationalen Autonomen Universität von Mexiko (UNAM). Während ihres Studiums politisierte sie sich Ende der 1970er Jahre durch Kontakte mit der Partido Revolucionario de los Trabajadores und engagierte sich in der Folge für verschiedene Nichtregierungsorganisationen.
1991 trat Mercado als Kandidatin der Partido Revolucionario de los Trabajadores für die Wahl ins Abgeordnetenhaus an, vier Jahre später nahm sie als Vertreterin Mexikos an der vierten Weltfrauenkonferenz in Peking teil. Am Ende des Jahrzehnts schloss sie sich der frisch gegründeten Democracia Social an. Dort kandidierte sie parteiintern für die Spitzenkandidatur bei der Parlamentswahl 2000, zog aber gegenüber Gilberto Rincón Gallardo den Kürzeren. Nach der verlorenen Wahl löste sich die Partei alsbald auf. Mercado gründete zwei Jahre später die Partei México Posible, die Themen wie Gleichberechtigung, gleichgeschlechtliche Ehen, häusliche Gewalt, die Entkriminalisierung von Abtreibungen und die Legalisierung von Marihuana adressierte. Als Vorsitzende führte sie die Partei in die Parlamentswahl 2003, wo sie weniger als 2 % der Stimmen erhielt und sich in der Folge auflöste.
Im Januar 2005 wurde Marcado Gründungsvorsitzende der Partido Socialdemócrata. Im August des Jahres gab sie ihre Präsidentschaftskandidatur für die Wahl 2006 bekannt und gab den Parteivorsitz an Alberto Begné Guerra ab. Mit einem Ergebnis von 2,7 % der Gesamtstimmenzahl war sie zwar chancenlos, erreichte aber ein Rekordergebnis für eine sozialdemokratische Partei in Mexiko und zudem das Quorum zum Fortbestehen der Partei. Später versuchte sie wieder den Parteivorsitz zurückzuerlangen, scheiterte aber an Begné Guerra. Daraufhin schloss sie sich 2008 der Partei Convergencia an, die sich 2011 in Movimiento Ciudadano umbenannte.
Unter Miguel Ángel Mancera wurde Mercado 2014 in die Regierung von Mexiko-Stadt als für Arbeit zuständige Sekretärin berufen, im Juli des folgenden Jahres rückte sie zur Generalsekretärin der Regierung auf. Hier blieb sie bis Februar 2018 im Amt. Bei den Bundeswahlen 2018 wurde sie in den Senat gewählt.